# بروس مانتگیو
بروس مانتگیو (انگلیسی: Bruce Montague؛ زادهٔ ۲۴ مارس ۱۹۳۹) بازیگر اهل بریتانیا است. وی از سال ۱۹۶۳ میلادی تاکنون مشغول فعالیت بوده‌است.
از فیلم‌ها یا مجموعه‌های تلویزیونی که وی در آن‌ها نقش داشته‌است، می‌توان به ۸۰٬۰۰۰ مظنون، دکتر هو و پوآرو اشاره نمود.